# Ибарра, Ромарио
Рома́рио Андре́с Иба́рра Ми́на (исп. Romario Andrés Ibarra Mina; род. 24 сентября 1994, Атунтаки, Эквадор) — эквадорский футболист, атакующий полузащитник клуба «Пачука» и сборной Эквадора. Младший брат Ренато Ибарры.

## Клубная карьера
Ибарра начал карьеру в клубе «ЛДУ Кито». 24 августа 2013 года в матче против «Депортиво Кито» он дебютировал в чемпионате Эквадора.
В начале 2014 года Ромарио перешёл в «Универсидад Католика». 8 февраля в матче против «Эль Насьональ» он дебютировал за новую команду. 4 мая в поединке против «Манты» Ибарра забил свой первый гол за «Универсидад Католика».
В июле 2018 года Ибарра перешёл в клуб MLS «Миннесота Юнайтед». В североамериканской лиге он дебютировал 22 июля в матче против ФК «Лос-Анджелес», выйдя на замену на 78-й минуте вместо Кристиана Рамиреса. 11 августа в матче против «Лос-Анджелес Гэлакси» он забил свой первый за «Миннесоту Юнайтед».
21 мая 2019 года «Миннесота Юнайтед» отдала Ибарру мексиканской «Пачуке» в аренду на 13 месяцев с опцией выкупа после истечения срока. В Лиге MX он дебютировал 20 июля в матче против «Леона». 16 августа в матче против «Пуэблы» он забил свой первый гол в мексиканском чемпионате. 1 июля 2020 года «Пачука» выкупила Ибарру у «Миннесоты Юнайтед».

## Международная карьера
6 октября 2017 года в отборочном матче чемпионата мира 2018 против сборной Чили Ибарра дебютировал за сборную Эквадора, заменив во втором тайме Кристиан Рамирес. В этом же поединке Ромарио забил свой первый гол за национальную команду.
Был включён в состав сборной на чемпионат мира 2022.

## Статистика

### Сборная
| 2017  | 2  | 2 |
| 2018  | 3  | 1 |
| 2019  | 11 | 0 |
| 2020  | 2  | 0 |
| 2021  | 0  | 0 |
| 2022  | 9  | 0 |
| Всего | 27 | 3 |

| №  | Дата                | Оппонент          | Счёт | Голы | Ассисты | Карточки | Минуты    | Соревнование                  |
| -- | ------------------- | ----------------- | ---- | ---- | ------- | -------- | --------- | ----------------------------- |
| 1  | 6 октября 2017      | Чили              | 1:2  | 84′  | —       | —        | 8' ( 82') | Отбор ЧМ-2018-КОНМЕБОЛ        |
| 2  | 11 октября 2017     | Аргентина         | 1:3  | 1′   | —       | —        | 90'       | Отбор ЧМ-2018-КОНМЕБОЛ        |
| 3  | 8 сентября 2018     | Ямайка            | 2:0  | —    | —       | —        | 23'( 67') | Товарищеский матч             |
| 4  | 12 сентября 2018    | Гватемала         | 2:0  | 84′  | —       | —        | 17'( 73') | Товарищеский матч             |
| 5  | 21 ноября 2018      | Панама            | 2:1  | —    | 1       | —        | 25'( 65') | Товарищеский матч             |
| 6  | 22 марта 2019       | США               | 0:1  | —    | —       | —        | 71'( 71') | Товарищеский матч             |
| 7  | 27 марта 2019       | Гондурас          | 0:0  | —    | —       | —        | 45'( 46') | Товарищеский матч             |
| 8  | 2 июня 2019         | Венесуэла         | 1:1  | —    | —       | —        | 70'( 70') | Товарищеский матч             |
| 9  | 10 июня 2019        | Мексика           | 2:3  | —    | —       | —        | 1'( 89')  | Товарищеский матч             |
| 10 | 17 июня 2019        | Уругвай           | 0:4  | —    | —       | —        | 45'( 46') | Кубок Америки 2019 (группа С) |
| 11 | 22 июня 2019        | Чили              | 1:2  | —    | —       | —        | 69'( 69') | Кубок Америки 2019 (группа С) |
| 12 | 25 июня 2019        | Япония            | 1:1  | —    | —       | —        | 83'( 83') | Кубок Америки 2019 (группа С) |
| 13 | 6 сентября 2019     | Перу              | 1:0  | —    | —       | —        | 22'( 68') | Товарищеский матч             |
| 14 | 11 сентября 2019    | Боливия           | 3:0  | —    | —       | —        | 85'( 85') | Товарищеский матч             |
| 15 | 15 ноября 2019      | Тринидад и Тобаго | 3:0  | —    | —       | —        | 43'( 43') | Товарищеский матч             |
| 16 | 20 ноября 2019      | Колумбия          | 0:1  | —    | —       | —        | 70'( 70') | Товарищеский матч             |
| 17 | 9 октября 2020      | Аргентина         | 0:1  | —    | —       | —        | 11'( 79') | Отбор ЧМ-2022-КОНМЕБОЛ        |
| 18 | 13 октября 2020     | Уругвай           | 4:2  | —    | —       | —        | 69'( 69') | Отбор ЧМ-2022-КОНМЕБОЛ        |
| 19 | 25 марта 2022       | Парагвай          | 1:3  | —    | —       | —        | 45'( 46') | Отбор ЧМ-2022-КОНМЕБОЛ        |
| 20 | 30 марта 2022       | Аргентина         | 1:1  | —    | —       | —        | 60'( 60') | Отбор ЧМ-2022-КОНМЕБОЛ        |
| 21 | 6 июня 2022         | Мексика           | 0:0  | —    | —       | —        | 78'( 78') | Товарищеский матч             |
| 22 | 12 июня 2022        | Кабо-Верде        | 1:0  | —    | —       | —        | 23'( 67') | Товарищеский матч             |
| 23 | 23 сентября 2022    | Саудовская Аравия | 0:0  | —    | —       | —        | 66'( 66') | Товарищеский матч             |
| 24 | 27 сентября 2022    | Япония            | 0:0  | —    | —       | —        | 45'( 45') | Товарищеский матч             |
| 25 | 12 ноября 2022      | Ирак              | 0:0  | —    | —       | —        | 45'( 45') | Товарищеский матч             |
| 26 | 20 ноября 2022      | Катар             | 2:0  | —    | —       | —        | 68'( 68') | ЧМ-2022 (группа A)            |
| 27 | 25 ноября 2022 года | Нидерланды        | 1:1  | —    | —       | —        | 1'( 90')  | ЧМ-2022 (группа A)            |

Итого: сыграно матчей: 27 / забито голов: 3; победы: 9, ничьи: 9, поражения: 9.